# 安靖站
安靖站位于四川省成都市郫都区安靖镇，是成灌线和成都西环铁路的一个地面车站。该站隶属成都局集团。车站于2002年12月随成都枢纽西环线建成通车:136，旧称郫县站，2010年更名为安靖站，2017年7月1日正式投入客运使用，是成都市域铁路成灌线列车的主要始发站，成灌线上的大部分列车由该站出发。

## 站房特色
2024年11月，安靖站完成升级改造后全新亮相。新站房采用了熊猫主题，搭配多种竹子图案，同时站名采用了独一无二的圆角字体，被称为「最萌」火车站。